# Винтроп (Арканзас)
Винтроп (енгл. Winthrop) град је у америчкој савезној држави Арканзас.

## Демографија
По попису из 2010. године број становника је 192, што је 6 (3,2%) становника више него 2000. године.
| Група             | 2000.       | 2010.       |
| Белци             | 166 (89,2%) | 173 (90,1%) |
| Афроамериканци    | 5 (2,7%)    | 4 (2,1%)    |
| Азијати           | 0 (0,0%)    | 0 (0,0%)    |
| Хиспаноамериканци | 4 (2,2%)    | 3 (1,6%)    |
| Укупно            | 186         | 192         |